# Amédée-Anatole Courbet

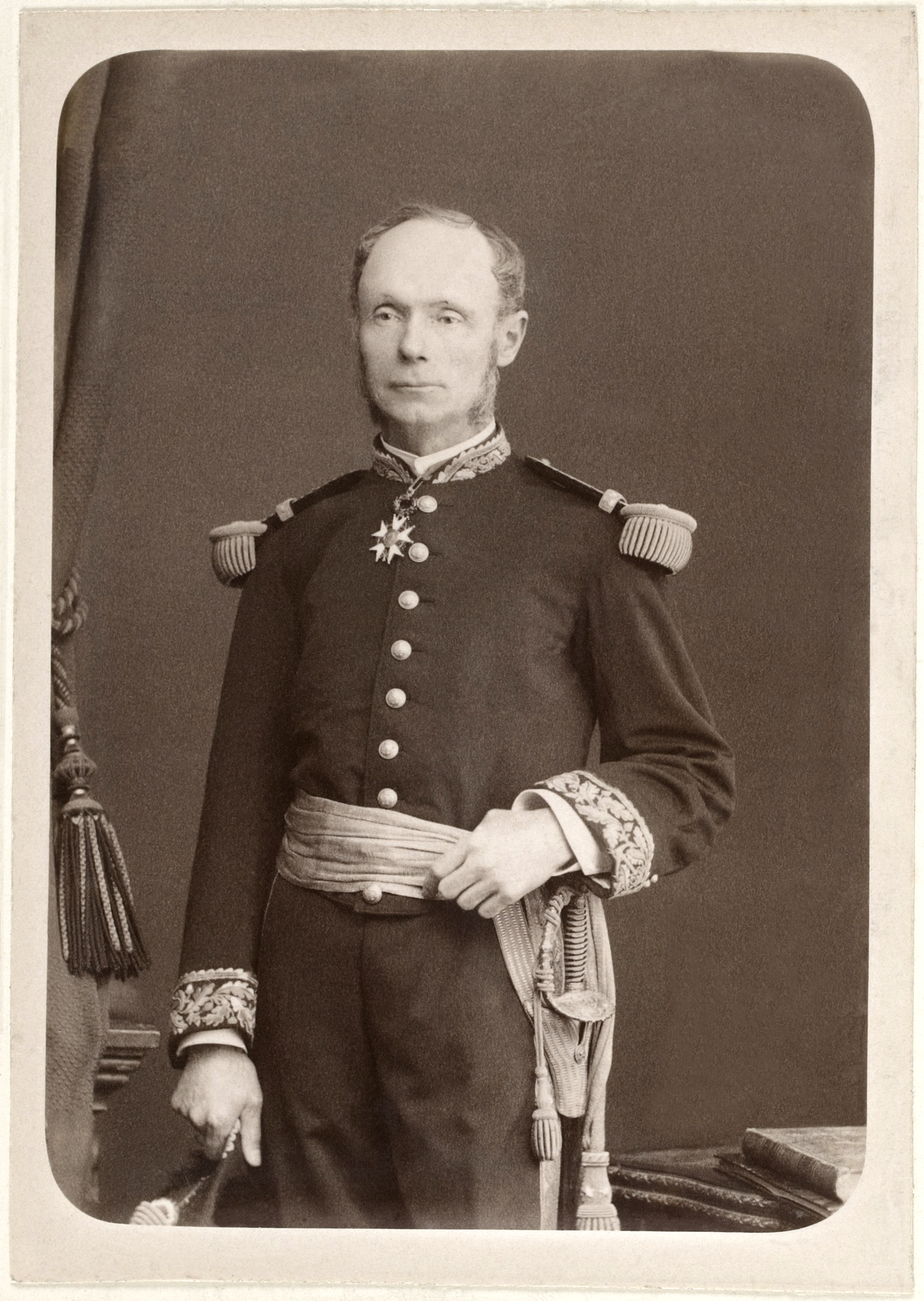
Amédée Courbet

Amédée Anatole Prosper Courbet (* 26. Juni 1827 in Abbeville, Département Somme; † 11. Juni 1885 vor Makung auf den Pescadoresinseln) war ein französischer Admiral.

## Leben
Courbet besuchte die École polytechnique und trat 1849 in den französischen Marinedienst ein. Er wurde 1856 Leutnant zur See, 1866 Fregattenkapitän, 1873 Kapitän zur See, 1880 Konteradmiral und 1884 Vizeadmiral.
Courbet verwaltete zwischen 1880 und 1882 die Strafkolonie auf Neukaledonien und wurde am 31. Mai 1883 an die Spitze der Flottenabteilung an den Küsten von Tongking gestellt. Dort übernahm er, nachdem er zwischen dem 16. und 19. August die Forts am Fluss Huế erobert und Annam vollständig der französischen Herrschaft unterworfen hatte, den Befehl über die in Tongking stehenden Landtruppen, die sich in sehr misslichen Verhältnissen befanden. Im November erhielt er zusätzlich die Leitung der Verwaltung. Zwischen dem 14. und 17. Dezember schlug er die Schwarzen Flaggen und nahm deren befestigte Stellung bei Sơn Tây. Er plante einen Angriff auf die bei Bắc Ninh stehenden chinesischen Truppen, doch wurde er im Februar 1884 vom Oberbefehl enthoben und auf die Seestreitkräfte beschränkt.

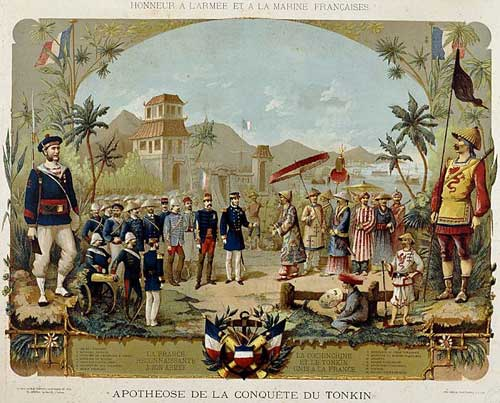
Courbet in Hue

Courbet erhielt damit den Oberbefehl über die „Flotte des äußersten Orient“, die über dreißig Schiffe und mehrere Tausend Mann Landungstruppen verfügte. Am 5. August besetzte er Keelung auf Formosa, blockierte diese Insel und zerstörte zwischen dem 24. und 28. August das Arsenal von Fuzhou und die dort liegenden chinesischen Schiffe. Anschließend leitete er die Kämpfe auf Formosa und ging im Februar 1885 einem zum Entsatz abgesandten chinesischen Geschwader entgegen, verjagte es und besetzte am 29. März die Pescadores-Inseln, deren Werke er zerstörte. Er vermochte zwar nicht, die chinesische Küste zu blockieren, verhinderte aber durch seine Kreuzer und die Besetzung einer der in der Bucht von Petschili (heute: Bohai-Bucht) gelegenen Miautau-Inseln die Reislieferungen in die nördlichen Provinzen. Mit diesen Maßnahmen machte er die chinesische Regierung zum Friedensschluss bereit, obwohl diese in Tongking den Franzosen eine Niederlage beigebracht und dort weitere Erfolge zu erwarten hatte. Am 15. April befahl Courbet die Aufhebung der Blockade von Formosa.
Courbet starb an Bord des Panzerkreuzers Bayard vor Makung (Pescadoresinseln). Er wurde nach Frankreich gebracht und in Abbeville auf Staatskosten beerdigt.
| Personendaten    | Personendaten                   |
| ---------------- | ------------------------------- |
| NAME             | Courbet, Amédée-Anatole         |
| ALTERNATIVNAMEN  | Courbet, Amédée Anatole Prosper |
| KURZBESCHREIBUNG | französischer Admiral           |
| GEBURTSDATUM     | 26. Juni 1827                   |
| GEBURTSORT       | Abbeville                       |
| STERBEDATUM      | 11. Juni 1885                   |
| STERBEORT        | vor Markung, Pescadoresinseln   |